# Phytomyza ranunculi
Phytomyza ranunculi este o specie de muște din genul Phytomyza, familia Agromyzidae. A fost descrisă pentru prima dată de Franz Paula von Schrank în anul 1803. Conform Catalogue of Life specia Phytomyza ranunculi nu are subspecii cunoscute.